# Здравоохранение в Актобе
Здравоохранение в Актобе (каз. Ақтөбе қаласының денсаулық сақтау жүйесі) является частью системы здравоохранения Актюбинской области и Республики Казахстан в целом (см. Здравоохранение в Казахстане). Регулированием охраны здоровья граждан, медицинской и фармацевтической науки и образования, обращения лекарственных средств, контроля за качеством медицинских услуг занимается Управление здравоохранения. Все областные, городские и районные лечебно-профилактические учреждения, организации и предприятия здравоохранения подведомственны Управлению.
В 2013 году в городе действовало 29 больничных учреждений и 96 амбулаторий и поликлиник, в которых работали 3 035 врачей и 4 543 человек медицинского персонала. В целом по области в 2014 году на здравоохранение из бюджета было выделено 30 млрд тенге, что на 1 млрд больше, чем в 2013 году.
С 2009 года в медицинском центре ЗКГМУ актюбинские кардиохирурги лечат сердечные заболевания у взрослых и детей, проводят операции на сердце. В 2014 году в Актюбинской областной больнице появилась возможность лечить мочекаменные болезни методом литотрипсии. Проводятся операции по пересадке органов. 25 ноября 2014 года в областной больнице впервые были проведены операции по трансплантации донорских почек пациентам с почечной недостаточностью.
В 2013 году 166 человек с хронической почечной недостаточностью получали помощь в четырёх отделениях гемодиализа в Актобе. В 2012 году смертность от онкологических заболеваний в Актюбинской области составила 765 человек, в 2013 году — 811 человек. Самыми распространёнными видами онкозаболеваний являются рак лёгкого (13,1 %), рак молочной железы (10,7 %) и рак желудка (10,6 %). В 2012 году по области было выявлено 30 ВИЧ-инфицированных, в 2013 году эта цифра снизилась до 22 человек. Всё больше людей заражаются ВИЧ половым путём, многие из них имели случайные половые связи со знакомыми из Интернета. Жители города могут анонимно обследоваться на наличие СПИД в ближайшей поликлинике или в Областном центре по профилактике и борьбе со СПИД (ул. Жамбыла, 4).
Согласно результатам исследования практики назначения лекарственных средств по индикаторам ВОЗ в 2010—2011 годах, выяснилось, что среднее количество лекарственных средств, выписанных на одного пациента в городе Актобе составляет 2,6 при проспективном исследовании и 3,2 при ретроспективном, что превышает средний международный показатель в 1,5 лекарственные средства на одного человека, но удовлетворяет принципам рациональной фармакотерапии. Процент лекарственных средств, выписанных под международным непатентованным наименованием составил 17,4 % при проспективном и 16,5 % при ретроспективном исследовании. Доля назначения антибиотиков составила 22,7 % (40 % при ретроспективном исследовании), а доля назначения инъекций составила 16,3 % (19,4 % при ретроспективном исследовании).
| Численность врачей всех специальностей | Численность врачей всех специальностей | Численность врачей всех специальностей | Численность врачей всех специальностей | Численность врачей всех специальностей |
| 2009                                   | 2010                                   | 2011                                   | 2012                                   | 2013                                   |
| -------------------------------------- | -------------------------------------- | -------------------------------------- | -------------------------------------- | -------------------------------------- |
| 2655                                   | ↗2845                                  | ↘2330                                  | ↗2447                                  | ↗3035                                  |

| Численность врачей всех специальностей на 10 тыс. человек | Численность врачей всех специальностей на 10 тыс. человек | Численность врачей всех специальностей на 10 тыс. человек | Численность врачей всех специальностей на 10 тыс. человек | Численность врачей всех специальностей на 10 тыс. человек |
| 2009                                                      | 2010                                                      | 2011                                                      | 2012                                                      | 2013                                                      |
| --------------------------------------------------------- | --------------------------------------------------------- | --------------------------------------------------------- | --------------------------------------------------------- | --------------------------------------------------------- |
| 84,3                                                      | ↘70,7                                                     | ↘56,5                                                     | ↗58,5                                                     | ↗93,6                                                     |

| Численность среднего медицинского персонала | Численность среднего медицинского персонала | Численность среднего медицинского персонала | Численность среднего медицинского персонала | Численность среднего медицинского персонала |
| 2009                                        | 2010                                        | 2011                                        | 2012                                        | 2013                                        |
| ------------------------------------------- | ------------------------------------------- | ------------------------------------------- | ------------------------------------------- | ------------------------------------------- |
| 3481                                        | ↗3781                                       | ↗4051                                       | ↗4326                                       | ↗4543                                       |

| Численность среднего медицинского персонала на 10 тыс. человек | Численность среднего медицинского персонала на 10 тыс. человек | Численность среднего медицинского персонала на 10 тыс. человек | Численность среднего медицинского персонала на 10 тыс. человек | Численность среднего медицинского персонала на 10 тыс. человек |
| 2009                                                           | 2010                                                           | 2011                                                           | 2012                                                           | 2013                                                           |
| -------------------------------------------------------------- | -------------------------------------------------------------- | -------------------------------------------------------------- | -------------------------------------------------------------- | -------------------------------------------------------------- |
| 110,5                                                          | ↘94                                                            | ↗98,3                                                          | ↗103,4                                                         | ↗140,2                                                         |

| Число больничных коек | Число больничных коек | Число больничных коек | Число больничных коек | Число больничных коек |
| 2009                  | 2010                  | 2011                  | 2012                  | 2013                  |
| --------------------- | --------------------- | --------------------- | --------------------- | --------------------- |
| 3875                  | ↘3781                 | ↘3525                 | ↘3433                 | ↗3437                 |

| Число больничных коек на 10 тыс. человек | Число больничных коек на 10 тыс. человек | Число больничных коек на 10 тыс. человек | Число больничных коек на 10 тыс. человек | Число больничных коек на 10 тыс. человек |
| 2009                                     | 2010                                     | 2011                                     | 2012                                     | 2013                                     |
| ---------------------------------------- | ---------------------------------------- | ---------------------------------------- | ---------------------------------------- | ---------------------------------------- |
| 123                                      | ↘94                                      | ↘84,8                                    | ↘81,6                                    | ↘80,4                                    |